# Su Helen Galaz
Su Helen Ignacia Galaz Espinoza, née le 27 mai 1991, est une footballeuse chilienne qui joue au poste de défenseur avec le club espagnol du Zaragoza CFF, et l'équipe nationale du Chili.

## Biographie
Su Helen Ignacia Galaz Espinoza naît le 27 mai 1991.
Elle participe avec l'équipe du Chili à la Copa América en 2014 puis en 2018.
En 2019, elle est retenue par le sélectionneur José Letelier afin de participer à la Coupe du monde organisée en France.

## Palmarès
- Deuxième de la Copa América féminine en 2018 avec l'équipe du Chili